# Albert Mangelsdorff
Albert Mangelsdorff (Francoforte sul Meno, 5 settembre 1928 – Francoforte sul Meno, 25 luglio 2005) è stato un musicista, docente, trombonista jazz tedesco; lavorando principalmente nel free jazz, è stato un innovatore della multifonia.

## Primi anni
Mangelsdorff è nato a Francoforte il 5 settembre 1928, figlio del rilegatore Emil Albert Joseph Mangelsdorff (1891–1963), nato a Ingolstadt, e di sua moglie Luise, nata Becker (1896–1976), di Wertheim. Da bambino ricevette lezioni di violino ed è stato autodidatta alla chitarra oltre a conoscere il trombone. Suo fratello, Emil Mangelsdorff, aveva una collezione di dischi jazz, ma durante il periodo nazista l'entusiasmo di Albert per la musica dovette essere frenato. Mangelsdorff iniziò la sua carriera come musicista professionista nel 1947 come chitarrista ritmico nella Otto Laufner Big Band, che suonava nei club dell'esercito americano. Mangelsdorff comprò il suo primo trombone al mercato nero per alcune stecche di sigarette. Poi prese lezioni dal primo trombonista dell'Oper Frankfurt, Fritz Stähr (1889–1971).

## Vita successiva e carriera

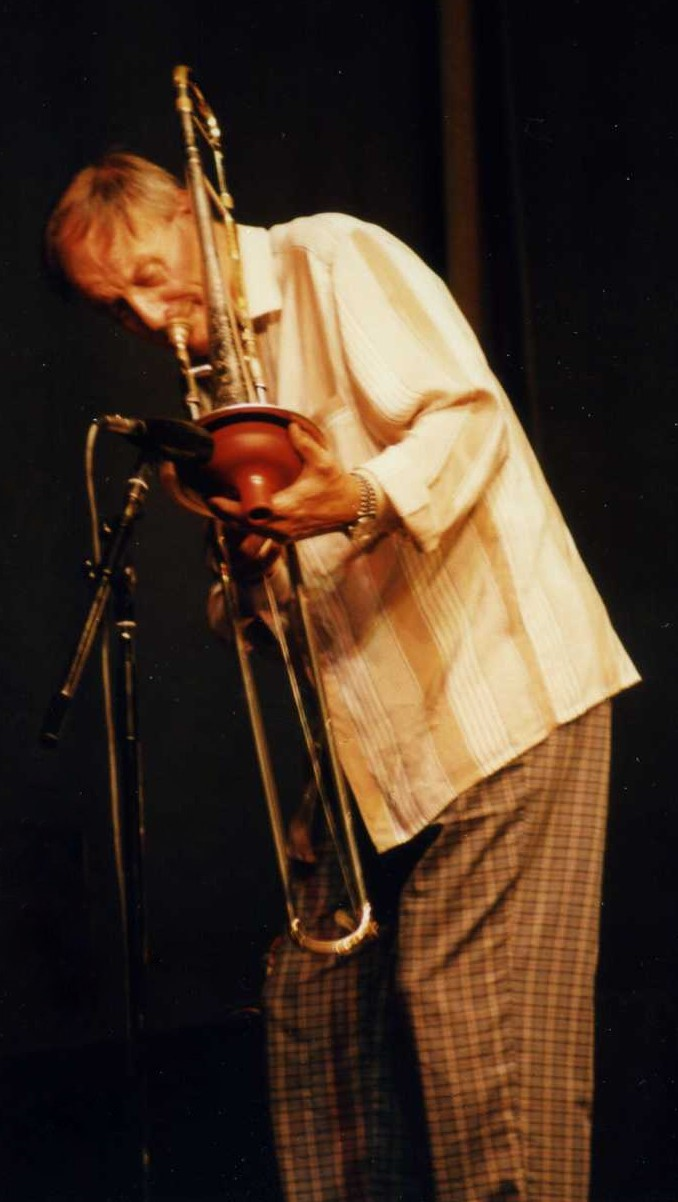
Mangelsdorff performing in 1987

Ha suonato nelle band di Joe Klimm (1950-53) e Hans Koller (1953/54) e nella HR Dance Orchestra diretta da Willy Berking (1955-57). Mangelsdorff fece il suo debutto discografico nel 1952,  suonando con Hans Koller. Come rappresentante tedesco per la Newport Jazz Festival International Band nel 1958, ha collaborato con i musicisti americani Gerry Mulligan e Louis Armstrong. Dal 1959 si esibì nella serie di eventi Jazz im Palmengarten.
Nel 1961 fondò il suo Albert Mangelsdorff Quintet. Mangelsdorff registrò prolificamente negli anni sessanta, comprese le sessioni con il proprio quintetto, suo fratello, e con il pianista John Lewis. Al momento della sua esibizione da solista ai Giochi Olimpici di Monaco di Baviera nel 1972, stava suonando più free jazz. Nel 1972 registrò il suo primo album da solista, Trombirds. "Ha fatto del trombone solista, un concetto finora sconosciuto nel jazz, una realtà attraverso la polifonia, soffiare e cantare in modo simultaneo, fisicamente e tecnicamente esigente, note nel suo strumento; il metodo ha aperto vaste nuove dimensioni come armonie e accordi".
Si è esibito con il pianista Chick Corea, con il sassofonista di cool jazz Lee Konitze e il bassista Jaco Pastorius. Mangelsdorff in seguito ha lavorato con la NDR Big Band, gli Old Friends (diretti da Manfred Schoof), la Globe Unity Orchestra e la United Jazz + Rock Ensemble.
Nel 1993 Mangelsdorff è stato nominato professore onorario di jazz presso la Frankfurt University of Music and Performing Arts. Dal 1995 al 2001 ha diretto il JazzFest Berlin.

## Vita privata
Mangelsdorff era sposato con Ilo.  Era il padre del controtenore e biologo Ralph Daniel Mangelsdorff (nato nel 1958). Era un appassionato di ornitologia. Morì a Francoforte sul Meno il 25 luglio 2005. È sepolto nel cimitero di Francoforte (Gewann XV 31).

## Eredità
Il Premio Albert Mangelsdorff, nato nel 1994 dal German Jazz Prize, viene assegnato ogni due anni dall'Unione dei musicisti jazz tedeschi. Nel 2008 è stato inaugurato l'Albert Mangelsdorff Foyer nella Alte Oper. Nel 2013 ha avuto luogo l'inaugurazione dell'Albert-Mangelsdorff-Weiher (laghetto) a Francoforte, Bockenheimer Anlage.

### Patrimonio
Nel 2009 l'Institut für Stadtgeschichte di Francoforte ha fondato un Jazzarchiv (archivio jazz) con l'acquisizione della tenuta di Mangelsdorff.

## Discografia
Fonte:
- Tension (CBS, 1963)[10]
- Now Jazz Ramwong (CBS, 1964)
- Animal Dance con John Lewis, Zagreb Jazz Quartet (Atlantic, 1964)
- Folk Mond and Flower Dream (CBS, 1967)
- Zo-Ko-Ma con Attila Zoller, Lee Konitz (MPS, 1968)
- Albert Mangelsdorff and His Friends (MPS, 1969)
- Open Space con Karin Krog, John Surman, Francy Boland, Niels H.O. Pedersen, Daniel Humair (MPS, 1969)
- Wild Goose con Colin Wilkie, Shirley Hart, Joki Freund (MPS, 1969)
- Never Let It End (MPS, 1970)[10]
- Live in Tokyo (Enja, 1971)[10]
- The End con Brotzmann, Van Hove, Bennink (FMP, 1971)
- Couscouss de la Mauresque con Brotzmann, Van Hove, Bennink (FMP, 1971)
- Elements con Brotzmann, Van Hove, Bennink (FMP, 1971)
- Spontaneous con Masahiko Sato, Peter Warren, Allen Blairman (Enja, 1972)
- Trombone Workshop con Jiggs Whigham, Slide Hampton, Ake Persson (MPS, 1972)
- Trombirds (MPS, 1973)[3]
- Birds of Underground (MPS, 1973)
- It's Up to You con Friedrich Gulda (Preiser, 1974)
- The Wide Point con Elvin Jones, Palle Danielson (MPS, 1975)
- Outspan No. 1 con Brotzmann, Van Hove, Bennink (FMP, 1975)
- Solo Now con Pierre Favre, Joachim Kuhn, Gunter Hampel (MPS, 1976)
- Trilogue Live at the Berlin Jazz Days con Alphonse Mouzon, Jaco Pastorius (MPS, 1977)
- Tromboneliness (MPS, 1977)
- A Matter Of Taste con Mumps (John Surman, Barre Phillips, Stu Martin) (MPS, 1977)
- Solo con John Tchicai (FMP, 1977)
- Triplicity con Arild Andersen, Pierre Favre (Skip, 1979, released 2005)
- A Jazz Tune I Hope (MPS, 1979)
- Horns con Gerd Dudek, Paul Rutherford, Manfred Schoof, Kenny Wheeler (FMP, 1979)
- Trombone Summit con Winding, Watrous, Whigham (MPS, 1981)
- Live in Montreux! con J.F. Jenny-Clark, Ronald Shannon Jackson (MPS, 1981)
- Solo (MPS, 1982)
- Two Is Company con Wolfgang Dauner (Mood, 1983)
- Triple Entente (MPS, 1983)
- Reflections con Manfred Schoof, Wolfgang Dauner, Eberhard Weber (Mood, 1984)
- Pica Pica con Brotzmann, Sommer (FMP, 1984)
- Ochsenzoll con Michael Naura, Wolfgang Schlueter, Herbert Joos (Mood, 1985)
- Hot Hut (Musikant, 1986)
- Moon at Noon con Wolfgang Dauner (Musikant, 1987)
- Art of the Duo con Lee Konitz (Enja, 1988)
- Listen and Lay Back (Dino Music, 1988)
- Rooty Toot (Dino Music, 1990)
- Purity (Mood, 1990)
- Dodging Bullets con John Lindberg, Eric Watson (Black Saint, 1992)
- Room 1220 con John Surman (Konnex, 1993)
- Live: The Very Human Factor (Muffin, 1993)
- Lanaya (Plainisphare, 1994)
- The Wake Keeping con Chico Freeman (Amori, 1996)
- Live at Montreux con Reto Weber (Double Moon, 1999)
- Shake Shuttle & Blow con Bruno Spoerri, Christy Doran, Reto Weber (Enja, 1999)
- Looking Outside (Altrisuoni, 2001)
- Music for Jazz Orchestra con NDR Big Band (Skip, 2003)

## Scritti
- Anleitung zur Improvisation, su Schott Music. URL consultato il 24 gennaio 2022.